# Одуванчик Жуковой
Одуванчик Жуковой (лат. Taraxacum zhukovae) — вид двудольных растений рода Одуванчик (Taraxacum) семейства Астровые (Asteraceae). Впервые описан российским ботаником Николаем Николаевичем Цвелёвым в 1984 году.

## Распространение, описание
Эндемик России, ареал которого приходится на арктические участки Чукотки и Якутию.
Вероятно, реликтовый вид плейстоценового периода. Многолетнее травянистое растение высотой 8—15 см. Листья простые. Соцветие — корзинка; цветки обычно жёлтого(?) цвета с пятью и более лепестками. Плод — семянка с придатком в виде хохолка.
Число хромосом — 2n=32.

## Замечания по охране
Внесён в Красную книгу Республики Якутия — Саха (Россия).